# Selektin

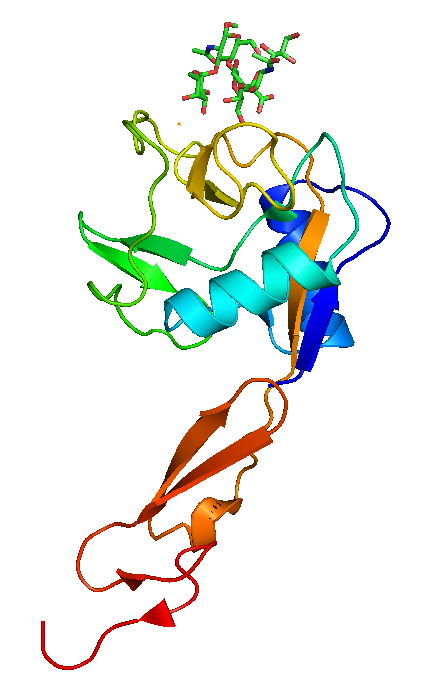
Struktura P-selektinu: v horní části je navázán cukr

Selektiny (CD62) jsou membránové glykoproteiny, které se účastní buněčné adheze. Nachází se zejména na povrchu aktivovaných endoteliárních buněk uvnitř cév, ale i na krevních destičkách a bílých krvinkách. Umožňují zejména první fázi navázání bílé krvinky na povrch cévy před tzv. diapedézou: a to tak, že se navážou na fukosylované zbytky na povrchu bílých krvinek.
V jejich struktuře jsou patrné lektinové i tzv. EGF domény. K selektinům patří E-selektin (na povrchu endotelu, kde umožňuje adhezi bílých krvinek), L-selektin (na povrchu bílých krvinek, kde má podobnou funkci) a P-selektin (zejména na povrchu destiček: umožňuje adhezi bílých krvinek na krevní destičky).